# Barítono Martin
El barítono Martin se caracteriza por ser voz de barítono por su extensión, y de tenor por su color y su levedad con la particularidad de tener ligereza en sus agudos (segunda voz).  Alcanza el registro de tenor, pero sin llegar a los agudos ni a las notas altas de estos. Tampoco posee la fuerza de  tenor dramático en los agudos
La voz barítono Martin debe su nombre al barítono francés Jean-Blaise Martin (1769-1837). Este tipo de voz fue descrita como «ténor de timbre profundamente oscuro o barítono de timbre muy claro». Aunque proviene del repertorio francés (de la operetta), ha acabado siendo acogida por otros repertorios.
El repertorio más conocido para el barítono Martin es:
- Pelléas en Pelléas et Mélisande (Claude Debussy)
- Ramiro en La hora española (Maurice Ravel)
- L'Horloge Comtoise en L'enfant et les sortilèges (Maurice Ravel)
- Orfeo en L'Orfeo (Claudio Monteverdi)
- Morales, Carmen (Georges Bizet)

El ejemplo moderno de este tipo de voz era el barítono francés Michel Dens, o más cerca a nuestros tiempos Bernard Sinclair, que puede ser escuchado en unas grabaciones de operetta como La fille de la Madame Angot, Les cloches de Corneville y Valses de Vienne. Más ejemplos de esta voz pueden ser Camille Maurane y Jacques Jansen, a los cuales se les reconoce como los mejores intérpretes del papel de Pelléas en  Pelléas et Mélisande (Claudio Debussy). Otros ejemplos de barítono Martín son Gérard Théruel (como Pelléas, en Pelléas et Mélisande), Jean Périer, Pierre Bernac, Wolfgang Holzmair y Richard Stilwell.
- Datos: Q21478751